# Winnie Shaw
Winifred Mason Shaw, född 18 januari 1947 i Glasgow, Skottland, död 30 mars 1992 i Woking, Storbritannien, var en skotsk tennisspelare. År 2002 blev hon invald till Skottlands Hall of Fame för sport (Scottish Sports Hall of Fame). Hennes största framgångar kom i dubbel, där hon nådde finaler och semifinaler i ett flertal turneringar både i kvinnodubbel och i mixad dubbel, i Franska öppna mästerskapen och i Australian Open.